# Martin Denny
Martin Denny (* 10. April 1911 in New York; † 3. März 2005 in Hawaii-Kai, Hawaii) war ein US-amerikanischer Jazzpianist.
Denny wurde besonders durch Cal Tjader beeinflusst. Er gilt als größter Interpret und Miterfinder des Exotica-Stils, den er mit menschlich erzeugten Vogelstimmen anreicherte.
Martin Denny hatte mit Les Baxters Quiet Village 1959 einen Top-2-Hit in den USA. Im gleichen Jahr wurde sein Album Exotica die Top 1 der LP-Charts. Zu seiner Band gehörten Julius Wechter und Arthur Lyman, die später Solo-Karrieren starteten. Denny lebte auf Hawaii.

## Diskografie
- Exotica, Liberty LRP-3034
- Exotica--II, Liberty LRP-3077
- Forbidden Island, Liberty LST-7001
- Primitiva, Liberty LST-7023
- Hypnotique, Liberty LST-7102
- Afro-Desia, Liberty LST-7111 (mit den Randy Van Horne Singers)
- Exotica--III, Liberty LST-7116
- Quiet Village, Liberty LST-7122
- The Enchanted Sea, Liberty LST-7141
- Exotic Sounds from the Silver Screen, Liberty LST-7158
- Exotic Sounds Visit Broadway, Liberty LST-7163
- Exotic Percussion, Liberty LST-7168
- Romantica, Liberty LST-7207
- Martin Denny in Person, Liberty LST-7224
- A Taste of Honey, Liberty LST-7237
- Another Taste of Honey, Liberty LST-7277
- The Versatile Martin Denny, Liberty LST-7307
- A Taste of Hits, Liberty LST-7328
- Latin Village, Liberty LST-7378
- Hawaii Tattoo, Liberty LST-7394
- Spanish Village!, Liberty LST-7409
- 20 Golden Hawaiian Hits, Liberty LST-7415
- Martin Denny!, Liberty LST-7438
- Hawaii Goes A-Go-Go!, Liberty LST-7445
- Golden Greats, Liberty LST-7467/LRP-3467
- Exotica Classica, Liberty LST-7513
- A Taste of India, Liberty LST-7550
- Exotic Love, Liberty LST-7585
- Exotic Moog, Liberty LST-7621
- Paradise Moods, Sunset SUS-5102